# Коплік
Коплік (алб. Kopliku) — місто і колишній муніципалітет в північно-західній частині Албанії. Після реформи в 2015 році Коплік стало адміністративним центром округу Малесія-е-Маді. Населення станом на 2011 рік складало 3,734 людей. Місто розташоване на північ від Шкодера. У червні 2016 року уряд Албанії створив у місті міжнародну зону вільної економічної торгівлі.

## Історія
Коплік, будучи прикордонним містом, має довгу історію війни. Історичне значення Коплика багато в чому зобов'язане одноплемінникам Маліссорі. Через свій незалежний, запеклий характер Коплік велику частину своєї історії був втягнений у війни проти Османів і Сербів.
Після Першої світової війни округ Малесія-е-Маді розділилась на дві частини. Область навколо Тузі була передана Королівству Чорногорії в той час як область навколо Копліка залишилася албанською. 
Під час турецької окупації, багато хто з жителів міста звернулися в іслам, хоча сільське населення в Малесія-е-Маді як і раніше в основному католики. Комуністичний режим наклав жорсткі обмеження на мобільність, але після падіння комунізму в 1991 році, Коплік випробував великий приплив нових поселенців з сільської місцевості.
У 1984 рік був наданий статус міста, з муніципалітетом, виданим після перших демократичних виборів 26 липня 1992 року.

## Транспорт
Дороги були погані, проте в останні роки державні інвестиції в транспортну систему покращилися. Була зроблена центральна магістраль через провінцію, а також було проведене асфальтування сільських доріг.
Оскільки залізничне сполучення відсутнє, головним видом громадського транспорту є мікроавтобуси. Кожен автобус, як правило, знаходиться у приватній власності, отож не має чітко встановлених тарифів на проїзд. Пасажири мають платити ринкову ціну в залежності від довжин шляху.

## Туризм
Озеро Шкодер і гірські території Малесія-е-Маді є рекреаційними. Кожного року Коплік відвідують сотні, якщо не тисячі туристів. Однак, це, в основному, емігранти, які приїжджають, щоб побачити сім'ю. У Копліку і прилеглих районах створено зручності у вигляді казино і чисельних ресторанів, щоб забезпечити попит туристів впродовж літніх місяців. Коплік є початковою точкою для піших туристів, охочих вивчити літературно відомий округ Малесія-е-Маді. Джордж Гордон Байрон, Маргарет Хаслук, Едіт Дурхам та інші місцеві автори зображували у своїх творах «Велике Нагір'я».[джерело?]

## Галерея

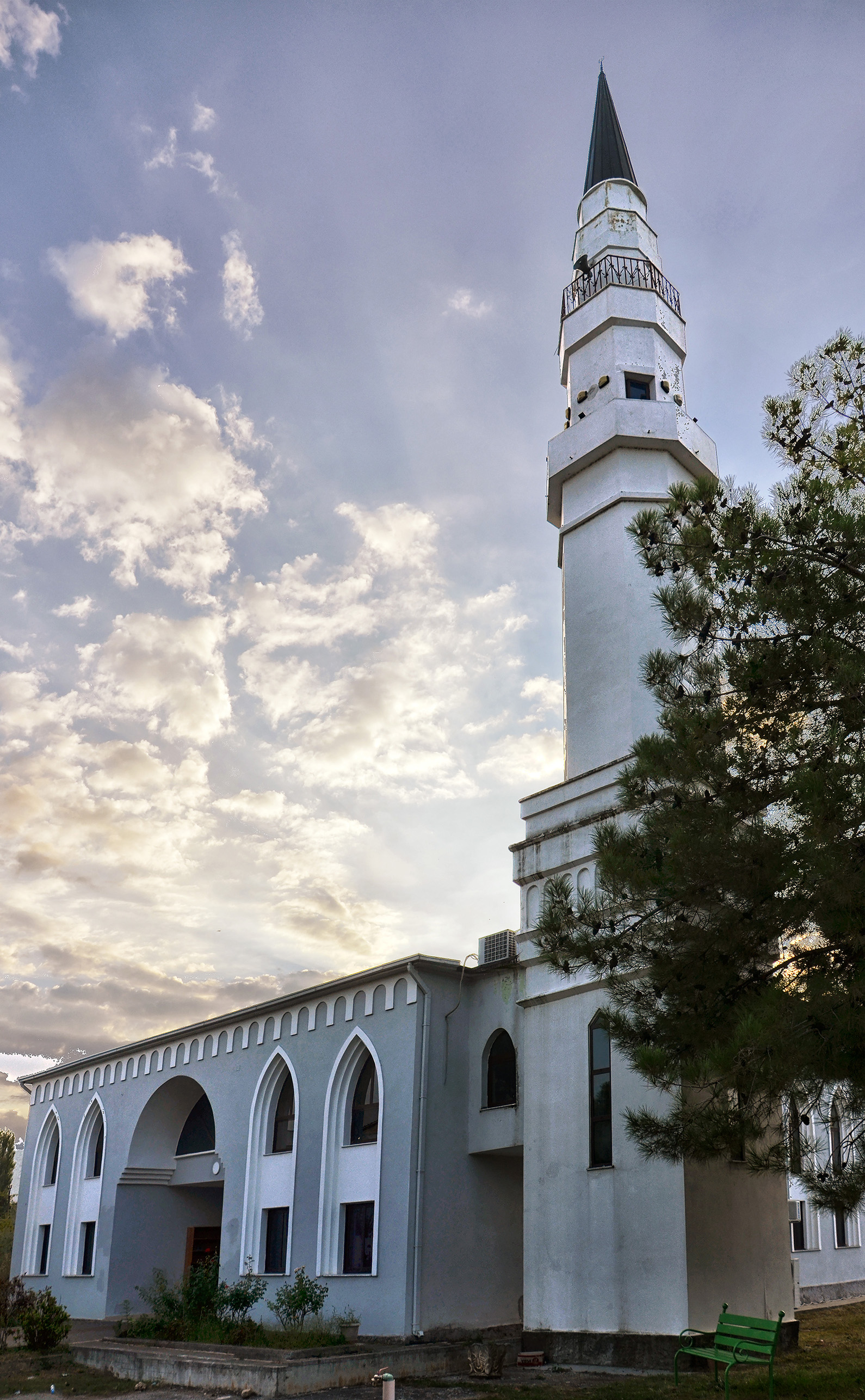
Мечеть
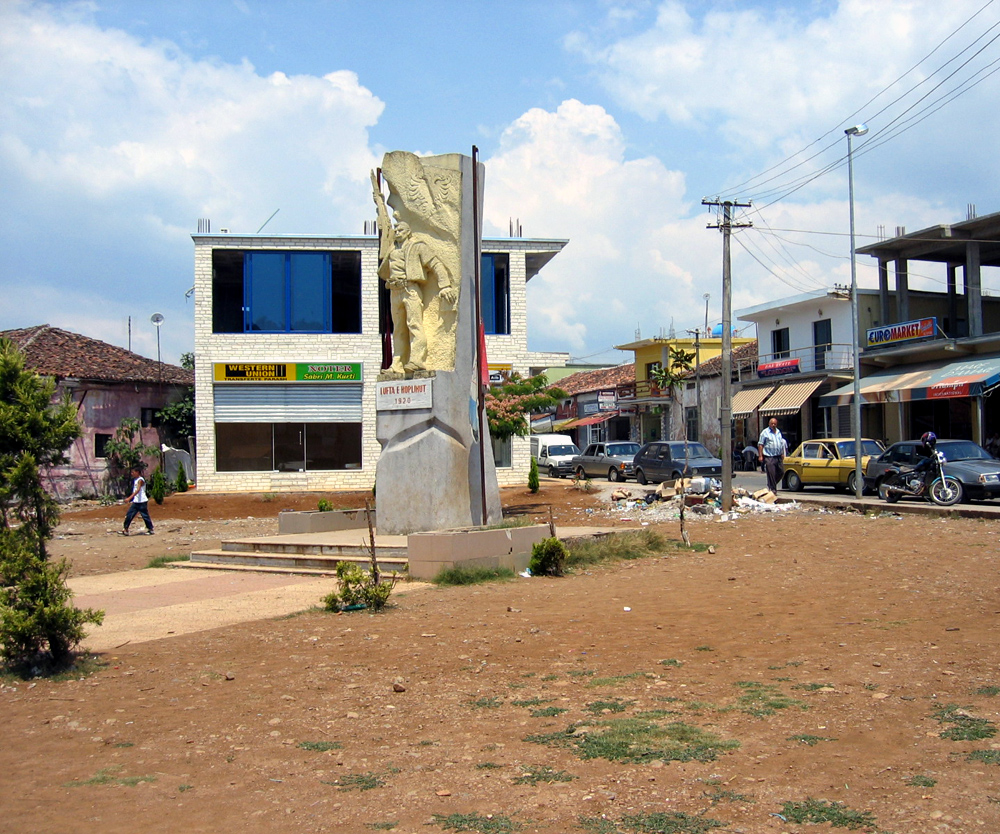
Центр міста